# 岩手めんこいテレビ
株式会社岩手めんこいテレビ（いわてめんこいテレビ、英: Iwate Menkoi Television Co., Ltd.）は、岩手県を放送対象地域とし、テレビジョン放送事業を行っている特定地上基幹放送事業者である。フジ・メディア・ホールディングスの持分法適用関連会社。
略称はmit（menkoi iwate television）。

## 概要
バブル期に郵政省（現・総務省）が推進した民放テレビ全国四波化の波に乗った形で、岩手県では第3の民放局として1991年（平成3年）4月に開局した。
現在の本社は盛岡市にある。コールサインはJOYH-DTVで、FNN（FNS）系列フルネット。
筆頭株主のフジ・メディア・ホールディングスの他、産業経済新聞社、読売新聞東京本社、朝日新聞社、日本経済新聞社も大株主として名を連ねている。
フジテレビ系列の番組を多く放送することを主眼とした編成は、開局当時から今に至るまで不変で、自社制作番組については抑制する傾向にある。
社名については「岩手」を省略した「めんこいテレビ」を使うことが多い。略称の「mit（ミット）」は、夕方の報道番組で冠名に使用する程度である。局名の「めんこい」は、北海道や東北地方の方言で「可愛らしい」、「小さい」の意味である。
開局当時のキャッチコピーは「IWATEかつてない面白さ、楽しくなければテレビじゃない」だった。

当局をはじめとするクロスネット2局含めたFNN / FNS系列28社はACジャパン（旧・公共広告機構）の正会員企業の一つであり、不祥事が発生した場合などに同団体のCMが放映される。

## 沿革・ネットワークの移り変わり
- 1986年（昭和61年）1月17日 - 岩手地区第3局の周波数割り当て。同年3月20日までに岩手地区では240件の免許申請があった。
- 1989年（平成元年）12月19日 - テレビ予備免許交付[8]。
- 1990年（平成2年）
  - 4月10日 - 設立。
  - 11月1日 - 試験電波発射開始[9]。
- 1991年（平成3年）
  - 3月3日 - 午前11時50分よりサービス放送を開始[10]。
  - 4月1日 - 午前5時55分にテレビ新広島（tss）以来となるFNN・FNS＝フジテレビ系列局として開局した。岩手県内では、開局当初からの初のフルネットである。
    - 移行された番組の割合は、岩手放送（IBC・現：IBC岩手放送）＝7：テレビ岩手（TVI）＝3。これは、前者がFNSに準ずる扱いでフジテレビの番組を相当ネットしていたことによる。ニュース番組は新規ネット開始。
    - テレビ東京系列番組は開局以来若干編成されているが、1996年（平成8年）10月1日の岩手朝日テレビの開局まで放送されたテレビ朝日系列番組は、東北ブロックネット番組や再放送番組にとどまった。
- 1995年（平成7年）9月[要出典] - 盛岡市の業務センター（演奏所）を本社に昇格。
- 1996年（平成8年）4月1日 - 八戸支局を開設[11]。
- 2006年（平成18年）
  - 5月15日 - 地上デジタル放送に対応した主調整室（マスター）設備に更新（東芝製）。
  - 7月1日 - 地上デジタル放送の試験放送（サイマル放送）を開始。
  - 9月25日 - 地上デジタル放送の本免許交付。
  - 10月1日 - 地上デジタル放送開始。リモコンキーIDは8。
- 2007年（平成19年）9月3日 - 北上支局を開設[注 2]。
- 2008年（平成20年）
  - 3月 - NTT東日本岩手支店鉄塔に設置しているお天気カメラがHDに更新完了。
  - 4月1日 - スタジオ設備のハイビジョン化。ハイビジョン中継車導入。
- 2011年（平成23年）
  - 3月11日 - 14時46分に東北地方太平洋沖地震（東日本大震災）が発生。フジテレビからの報道特別番組を3月15日までCM抜きで終夜連続放送。岩手県内でもFNN各局の報道スタッフが現地入りして被災地からの最新情報を伝えた。
  - 7月24日 - 地上アナログ放送がデジタル放送とのサイマル放送（デジアナ変換）に移行。
- 2012年（平成24年）
  - 3月31日 - 地上アナログテレビ放送終了。
    - 地上アナログテレビ放送の終了・地上デジタルテレビ放送の完全移行は、岩手・宮城・福島の3県以外では2011年（平成23年）7月24日正午に行われたが、東日本大震災で甚大な被害を受けた3県については最大1年間の延期が決定し、後に翌年の2012年（平成24年）3月31日をもって完全移行する事が正式決定した。

  - 3月 - フジ・メディア・ホールディングスの持分法適用会社となる[4]。

## 開局以降の経緯

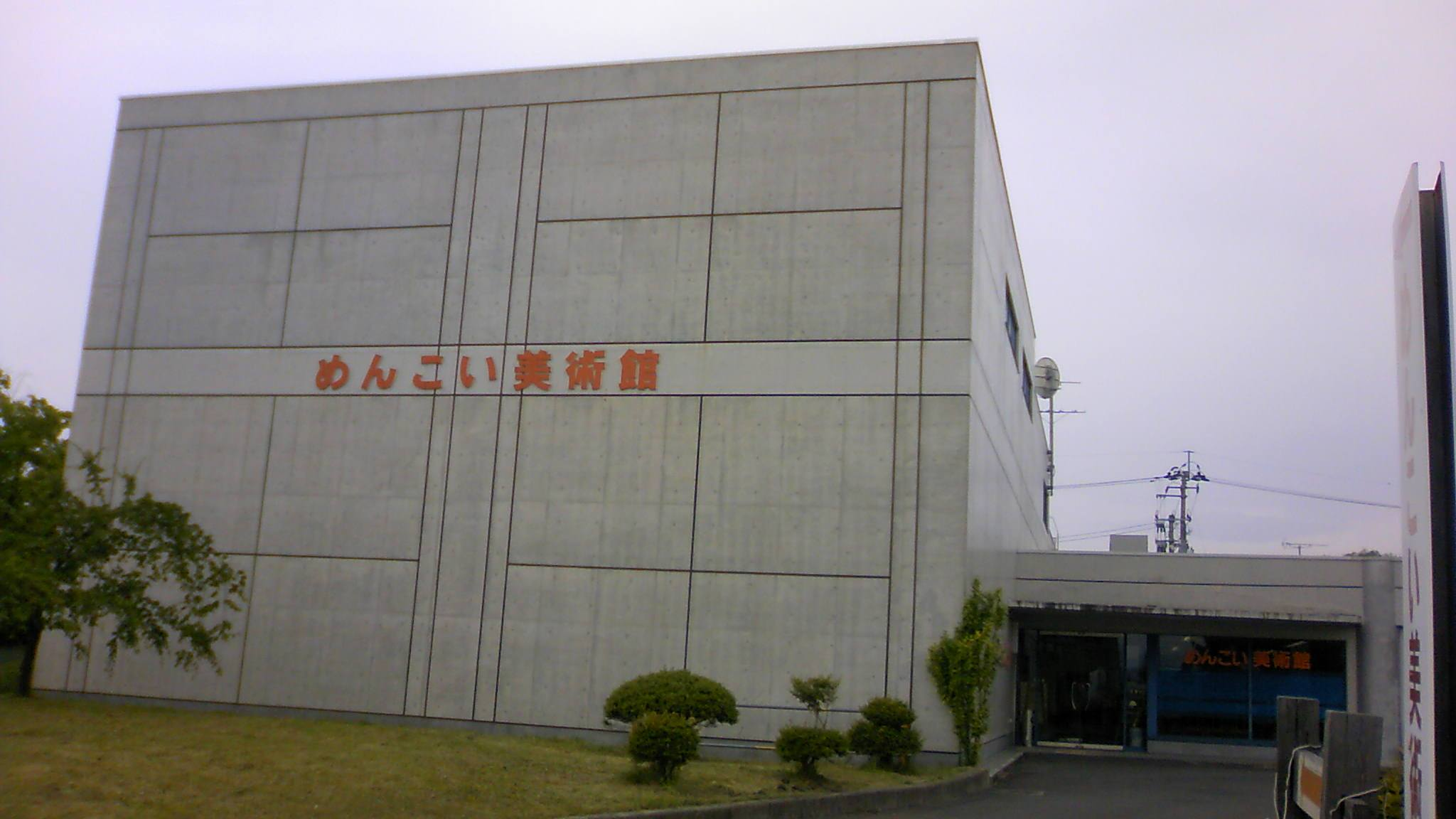
かつて水沢市（現・奥州市）に置かれていた旧本社。
現在はめんこい美術館となっている。

1991年（平成3年）4月開局。開局にはキー局であるフジテレビの他に、地元県紙の岩手日報と、同じ岩手県の先発局でありフジテレビとの関わりが深いIBC岩手放送が関わる。
フジテレビ系列フルネット局の開局は、1975年（昭和50年）10月1日のテレビ新広島以来15年半ぶりとなった。
当時キー局ではトップの視聴率を誇っていたフジテレビの系列局として開局し、人気番組が東京と同時刻で視聴できるメリットを享受できることで、奇抜な社名とともに県民に急速に浸透していった。
開局当初、本社は県南の水沢市（現・奥州市水沢）に設置され、県庁所在地の盛岡市には、開発前の本宮地区に「業務センター（演奏所）」が置かれた。当時の本宮地区は田園地帯であったため、「田んぼの中のテレビ局」であった。水沢本社・放送センターには「県内随一の広さ」を誇るスタジオが設けられていたが、実際には全くといっていいほど使用されず、あらゆる点で利便性の高い盛岡業務センターが本社・放送センター機能を担うこととなる。
本社が水沢市（当時）に置かれた理由は、フジテレビの鹿内宏明会長と開局当時の自民党幹事長で旧岩手2区選出の小沢一郎との間に「小沢が（系列新聞の）産経新聞の拡販に協力し、見返りにフジサンケイグループが水沢市に系列テレビ局を開設する」というバーターがあったとされる。しかしフジサンケイ側にとり、このバーター取引は思ったほど機能せず、ほどなくして登記上も盛岡本社となり、フジテレビが所有していた旧本社社屋は1999年（平成11年）に水沢市へ無償譲渡され、2001年（平成13年）4月26日から「めんこい美術館」として使用されることとなった。
2007年（平成19年）4月12日にはコミュニティFM局の奥州エフエム放送が既存の放送設備を利用、建物の一部を本社兼スタジオとして開局した（ケーブルテレビ局の水沢テレビも社屋移転を打診したことがあるが、こちらは実現しなかった）。
盛岡本社は、隣接地に関連会社の社屋が建てられたほかは目立った増築も行われないまま、現在に至る。社屋周辺は再開発の結果郊外化が進行し、公営施設（岩手県立美術館、盛岡市アイスリンク、盛岡市立総合プール）や住宅、店舗が増えたため、先述のような「田んぼ」は減少している。

## 資本構成
企業・団体は当時の名称。出典：

### 2021年3月21日
| 資本金       | 発行済株式総数 | 株主数 |
| ------------ | -------------- | ------ |
| 20億2750万円 | 40,550株       | 26     |

| 株主                             | 株式数   | 比率  |
| -------------------------------- | -------- | ----- |
| フジ・メディア・ホールディングス | 12,540株 | 30.9% |
| 読売新聞東京本社                 | 2,688株  | 6.6%  |
| 朝日新聞社                       | 2,250株  | 5.5%  |
| 岩手銀行                         | 1,900株  | 4.7%  |
| 産業経済新聞社                   | 1,250株  | 3.7%  |
| 日本経済新聞社                   | 1,250株  | 3.7%  |
| 北日本銀行                       | 1,000株  | 2.5%  |
| 東北銀行                         | 0,500株  | 1.2%  |

## 主なチャンネル
送信所・中継局のほとんどは1996年10月1日に開局した岩手朝日テレビと共同使用されている。IAT同様、平成新局だったため、アナログ送信所・中継局は先発2局（IBC岩手放送・テレビ岩手）より少なかったが、デジタル送信所・中継局は後に総務省や地元自治体の支援を得て開局したデジタル新局があり、県内を100%カバーすることになった。

### デジタル放送
- チャンネル

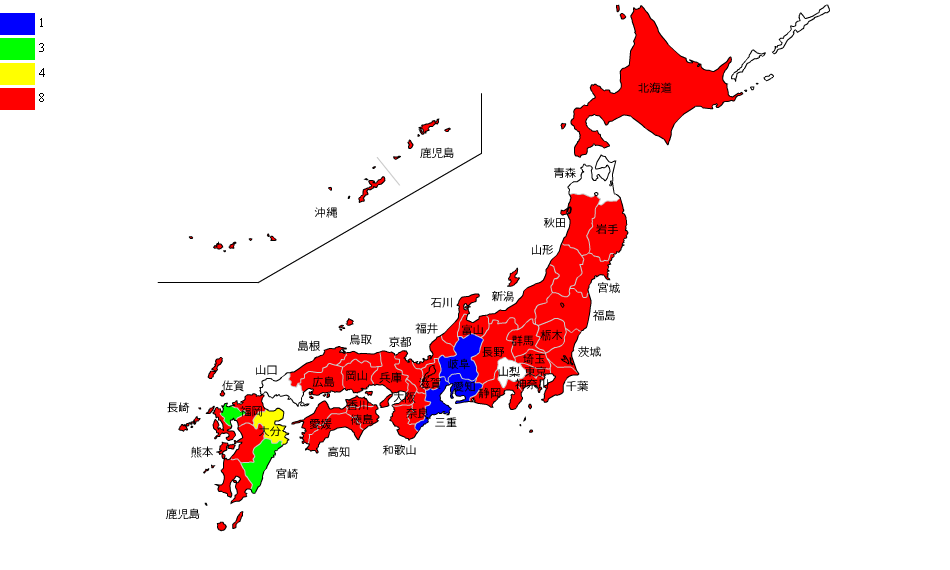
フジテレビ系列のリモコンキーID地図

  - リモコンキーID：8 - キー局のフジテレビと同じ。
  - 編成チャンネル 081 - 082[注 8]

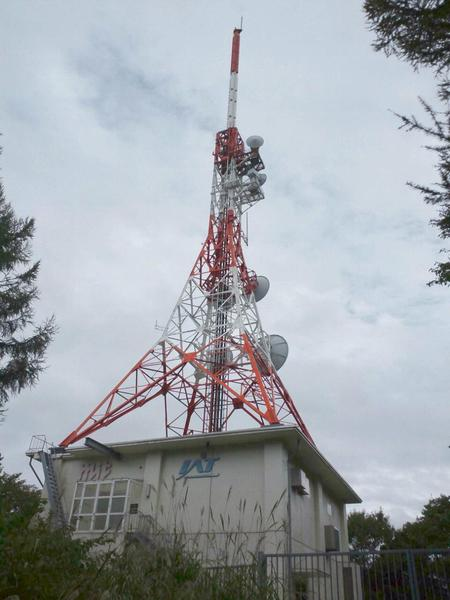
紫波町新山にある親局送信所

- 親局 - 盛岡 20ch コールサイン：JOYH-DTV 出力：1kW
- 中継局（主要な局のみ記載）
  - 二戸 50ch 100W
  - 一関 29ch 25W
  - 谷地山 34ch 2W
  - 遠野 19ch 20W
  - 大槌新山 47ch 2W
  - 室根 29ch 3W
  - 釜石 16ch 30W
  - 宮古 16ch 20W
  - 大船渡 16ch 10W
  - 久慈 46ch 3W
  - 西根松尾 34ch 2W
  - 大槌 16ch 1W
  - 野田 46ch 1W
  - 岩泉 20ch 10W
  - 陸前高田 45ch 3W
  - 雫石 40ch 3W
  - 新里 20ch 1W
  - 普代田野畑 16ch 3W
  - 岩手沼宮内 34ch 2W
  - 湯田 42ch 2W
  - 山田 16ch 3W
  - 陸中大野 34ch 1W
  - 種市本町 34ch 2W

### アナログ放送
2012年3月31日停波（2011年7月24日停波の予定だったが延期）
- 親局 - 盛岡 33ch JOYH-TV 10kW
- 中継局
  - 二戸 29ch 1kW
  - 釜石 60ch 1kW
  - 一関 25ch 100W
  - 遠野 42ch 100W
  - 宮古 42ch 100W
  - 大船渡 40ch 100W

他

## スタジオ
ニューススタジオ（30坪・HD）
水沢本社（当時）にテレビスタジオ（80坪）を作ったため、業務センター（支社相当）だった盛岡本社には、2025年（令和7年）現在もこのスタジオしかない。「ニューススタジオ」と称するが、報道番組以外でも使用されている（「サタデーファンキーズα」など）。
アトリウム
局舎のエントランスホール。全面窓からは盛岡市総合アリーナを望むことができる。現在は「サタデーファンキーズ」がスタジオとして使用するほか、報道番組では、県内市町村のイベントPR部隊が来社した際のインタビュースペースとして使用される。かつては特別番組でメインスタジオとして使用する例が多く見られた（年末特番、選挙開票速報など）。セミナーなどイベント会場として活用されることもある。
※このほか、会議室などをスタジオとして転用する例が見られる。ニューススタジオを改装する際は、報道部室内や、アトリウムに臨時セットを組んでニュースを放送する。

## 本社所在地
- 岩手県盛岡市本宮5丁目2-25（〒020-0866）

## 支社網
- 業務センター[注 9]
  - 奥州市水沢花園町1丁目1-7　高惣建設花園ビル3F
  - 東京支社 - 東京都中央区銀座6丁目10-1　GINZA SIX13F
  - 関西支社 - 大阪市北区中之島3丁目3-23　中之島ダイビル25F
- 営業局配下
  - 県南支社 - 奥州市水沢中町44　イーストジャパンビル2F
  - 仙台支社 - 仙台市青葉区本町2丁目2-3　鹿島広業ビル3F [16]
  - 八戸支社 - 青森県八戸市八日町36　八戸第一ビル4F
- 報道局配下
  - 釜石支局 - 釜石市野田町2丁目4-7-201
  - 宮古支局 - 宮古市山口1丁目1-18
  - 大船渡・陸前高田支局 - 大船渡市大船渡町字地の森27-10
  - 県南支社

## 情報カメラ設置場所
- 盛岡1 - NTT東日本岩手支店鉄塔（岩手朝日テレビと同じ場所であるが、鉄塔階層1段上） HD
- 盛岡2 - 本社鉄塔 HD
- 花巻 - 花巻空港ターミナルビル屋上 HD
- 宮古 - 鍬ヶ崎漁協ビル HD
- 久慈市 - 久慈市漁協冷凍工場 HD
- 大船渡市 - ヤチビル（旧岩手銀行大船渡支店）屋上 HD

## 地上デジタル放送
- 2006年（平成18年）6月6日から試験電波の発射を開始した。最初は試験映像を流していたが、同年7月1日にサイマル放送を開始した。
- 一部の番組はハイビジョンで作成し、ハイビジョン制作の再放送（ドラマは一部）・他系列番組・遅れネット番組は本放送開始後からハイビジョンで放送しているが、自社制作の生放送番組のハイビジョン制作開始は県内民放局では最も遅く、2008年（平成20年）4月1日からである（同時に天気情報送出システムと中継車もHD対応に更新）。
- その代わり、取材映像は本社で取材・編集しているため、盛岡周辺以外の素材もほぼハイビジョン対応している（他社は、基本的に盛岡周辺以外は支社・支局が取材し、本社に映像を送信しているため）。
- 県内民放局では唯一、ローカル番組・番販番組などの冒頭での「ハイビジョン制作」マークの表示を実施していなかった。

## 編成の特徴
- 開局以来、現在に至るまでキー局（フジテレビ）寄りの傾向が強いが、近年はテレビ東京系列からの番組購入についても数を増やしている。なお岩手朝日テレビ開局前、テレビ朝日系番組のネットは、東北ブロックネット番組（東日本放送制作）と再放送番組（著作権失効後もテレビ朝日および系列局とその関連企業が素材管理や販売業務などの権利関係を受託しているものを含む）を除き一切行わなかった。
- 自社制作については、開局当時は積極的だったが、現在は平日夕方のローカルニュースが中心。また、土曜の生番組（現在は「サタデーファンキーズ」）が伝統的に続いている他、「山・海・漬」も長寿番組となっている。インフォマーシャルを中心としたミニ番組も比較的多い。
- IBCと並び岩手競馬関連番組へのこだわりも強く、番組を制作し続けていたが、岩手競馬の財務悪化もあり現在は撤退している（関連会社での競馬サイト運営は継続）。音楽番組制作も得意とし、一時は全国の放送局に向け配信していた。
- ごくわずかだが、県内スポーツイベント関連の番組も制作している。
- かつては月曜日から金曜日までの夕方の時間帯に様々なアニメ番組を編成していた時期があったが、年を追うごとに番組数が減り、2013年（平成25年）4月以降は金曜日の16時台に『ポケットモンスター』シリーズが編成されるのみとなっている。
- 2022年（令和4年）3月現在、放送開始は平日（月曜 - 金曜）で3:45と、県内のテレビ局では最も早い。ちなみに土曜は4:05、日曜は4:20である。
- 2018年（平成30年）3月31日にスポットニュース番組『THE NEWSα Pick』が廃止になり、フジテレビの月曜から木曜・土曜の20時台の番組と金曜の『金曜プレミアム』が終了時間6分延長し、番組終盤6分間がローカルセールス枠[注 10]へ転換[注 11]した為、2018年（平成30年）4月から2019年（平成31年）3月末までは月 - 土曜は番組終盤6分のローカルセールス枠を行使し、『mit天気予報』（岩手県内の天気予報）を放送してきたが、同年4月からはローカルセールス枠は行使せず、全曜日で全編フルバージョンで実施するようになった。

## 現在放送中の主なテレビ番組

### 自社制作番組
- mit Live News（月曜 - 金曜 17:48 - 19:00、土曜・日曜 17:30 - 18:00）
  - その日一日のトピックスや、身近な話題を中心に構成し、硬派な特集は少ない。
- 山・海・漬（土曜 18:30 - 19:00・再放送 水曜・金曜 15:15 - 15:45）※サンテレビ、KBS京都、三重テレビ（いずれも独立局）にもネット。
  - 県内外の観光スポットやグルメ情報など、知的好奇心をくすぐる内容で支持を集め、同局の番組では（ミニ番組を除くと）もっとも長寿。初期はスタジオで内容の説明など軽いトークをするMCがあったが、現在はオールロケ。
- BEATNIKS（本放送 火曜 0:55 - 1:25（月曜深夜）・再放送 水曜・木曜 1:10 - 1:40（火・水曜深夜）・土曜 0:55 - 1:25（金曜深夜）・日曜 1:35 - 2:05（土曜深夜）・月曜 1:25 - 1:55（日曜深夜））
  - 音楽番組。PVを中心に構成、アーティストからの告知VTRも挿入される。
- サタデーファンキーズ（土曜 10:50 - 11:45）
  - トーク、ロケ企画などで構成される生放送情報番組。10:25からの姉妹番組「サタデーファンキーズα」もあり。
- 月刊グルージャTV（毎月第2土曜 13:00 - 13:20）
- 南部ダービー（随時）
  - いわてグルージャ盛岡・ヴァンラーレ八戸戦の生中継。青森テレビ（TBS系列）と共同制作。
- 岩手県オープンゴルフトーナメント
  - 毎年8月に開催されるゴルフ大会（めんこいテレビが協賛）を、1時間の特別番組で放送。CS放送のゴルフネットワークにも配信される。2007年に『JCBクラシック』（仙台放送主催）が終了して以降、東北地方では唯一男子プロゴルファーが出場する大会となっている。
- めんこいテレビ番審リポート（土曜 4:12 - 4:15）
  - 月1回の自己批評番組。番組審議会の様子を、議題の番組映像を交えながら放送する。かつては年に数回「めんこいテレビ批評」の題で15分の拡大版として放送する回もあったが、2020年頃までに「番審リポート」に統一した。

### ミニ番組（約5分）
- FNN Live News days内ローカルニュース（月 - 金曜）[注 12]
- みてみて!めんこいテレビ（木曜 21:54 - 22:00ほか）
  - 番宣番組。
- きてみて!!めんこいテレビ（月曜 1:25 - 1:30（日曜深夜）ほか）
- E5いい旅（月曜 21:54 - 22:00）
  - 青森放送にもネット。
- いわて!わんこ広報室（水曜 21:54 - 22:00）
  - 番組制作はテレビ岩手が担当しているが、番組WEBサイトのみ独自に作成。
- American World Good Trend（金曜 22:55 - 23:00）
  - 県内民放4局すべてで、時間帯を変えて放送されている。
- GOOD LUCK STORY（日曜 21:47 - 21:50）
  - 開始当初は21:54 - 22:00だったが、『Mr.サンデー』の放送時間拡大により、当番組の1部と2部の間に放送される形となる。

### フジテレビ系列遅れネット番組
制作局の表記のない番組はフジテレビ制作。
- タイムレスマン（火曜 0:15 - 0:45（月曜深夜））
- 相葉◎×部（水曜 0:15 - 0:45（火曜深夜））
- ネタパレ（水曜 0:45 - 1:15（火曜深夜））
- かまいたちの机上の空論城（木曜 0:15 - 0:45（水曜深夜）、関西テレビ制作）
- 突然ですが占ってもいいですか?（金曜 0:45 - 1:15（木曜深夜））
- EXITV（土曜 0:50 - 1:50（金曜深夜））
- 真夜中市場+〜ハイヒールの本音でイイすぎます〜（土曜 2:20 - 3:20（金曜深夜）、関西テレビ制作）
- 皇室ご一家（土曜 5:15 - 5:30）
- 西村キャンプ場（火曜 15:15 - 15:45、テレビ新広島制作）
- おかべろ（土曜 16:55 - 17:25、関西テレビ制作）
- テレビ寺子屋（日曜 5:30 - 6:00、テレビ静岡制作）
- ジャンクSPORTS（日曜 8:25 - 8:55）
- なりゆき街道旅（日曜 12:40 - 14:10）
- チャンハウス（日曜 14:10 - 15:00）
- 最強LINEグループ旅（月曜 0:55 - 1:30（日曜深夜））

### 他系列ネット番組

#### テレビ東京系列
- おそ松さん（金曜 1:15 - 1:45（木曜深夜））
- ポケモンとどこいく!?（金曜 15:50 - 16:20）
- ポケットモンスター（金曜 16:20 - 16:50）
- JAPANをスーツケースにつめ込んで!〜世界に日本を持ってった〜（土曜 12:00 - 12:55）
- ナゼそこ?+（土曜 13:00 - 14:00）
- 出川哲朗の充電させてもらえませんか?（土曜 15:00 - 16:55）
- 孤独のグルメ Season6（日曜 12:00 - 12:40）
- 男子ごはん（不定期放送）
- ソレダメ!〜あなたの常識は非常識!?〜（不定期放送）

#### その他
- 水田信二の注文の多い料理教室（月曜 15:15 - 15:45）
- ふわり愛（木曜 0:45 - 1:15（月曜深夜））
- ぶらりニッポン!全力グルメ旅（日曜 6:45 - 7:00）
- いわてアスリート選手権（毎年年末）[注 13]

## 過去の番組

### 自社制作
- mitスーパータイム（月曜 - 金曜 18:00 - 19:00など）
  - 金曜日には、JR東日本のタイアップコーナー「ウィークエンドTYO」を立ち上げ、県内では初めて報道番組にもパブリシティを持ち込んだ。
- mitザ・ヒューマン（月曜 - 金曜 17:50 - 19:00）
- mitスーパーニュース（月曜 - 金曜 16:50 - 19:00、土曜・日曜 17:30 - 18:00）
- mitみんなのニュース（月曜 - 金曜 16:50 - 19:00、土曜・日曜 17:30 - 18:00）
- mitプライムニュース（月曜 - 金曜 16:50 - 19:00、土曜・日曜 17:30 - 18:00）
- mitニュース（全日 20:54 - 21:00。土・日はFNN NEWS Pick Upのタイトルのみ差し替え）
- おはようmitインフォ（月曜 - 金曜 6:25 - 6:30）
  - 開局時の早朝番組。県内の天気予報と東北新幹線の予約状況を「お天気リポーター」が紹介。
- VE
  - サウンドクリップ紹介番組。冒頭とエンディングに外国人MCのトークが挿入される。
- ハロー!いわて（岩手県提供）
- 土曜は見っと!（1994年 - 2000年3月）
  - 同局がはじめて取り組んだ情報番組。現在まで続く「パブリシティ（タイアップ）路線」の嚆矢となった。
- ピンクのしっぽ（2000年4月 - 2003年3月）
  - 『土曜は見っと!』から路線変更し、主に女性層にアピールする内容となった。
- 空飛ぶ三輪車（2003年4月 - 2006年9月）
  - 主にパブリシティ情報（企業の宣伝）で構成される生番組。
- あなろぐ an@log（2006年10月 - 2011年3月）
  - 『空飛ぶ三輪車』の内容をほぼ継承しつつ、情報番組の色を強める。
- ピーピングトムのおまたせしました
  - お笑いコンビピーピングトムの冠番組。
- 本宮字松幅[注 14]（金曜 25:05 - →24:55 - 、1998年4月 - 1999年3月）
  - 同局初の深夜での1時間以上の生番組として放送された。
- 耳Tab
- びゅう旅ぽっぽ
- 坂口2254
- テレラヂ（12月31日、2002年から2005年年末まで放送）
  - ラヂオもりおかと同時放送の生番組。視聴者からのFAXや年末年始のイベント情報、パブリ情報など。2006年からは『あなろぐ an＠log大晦日スペシャル』に引き継がれた。
- ガチャダラポンTV約30分!
  - 2007年1月から3月まで火曜深夜に放送された、ガチャダラポンTVの30分バージョン。
- ビバビバパラダイス
  - お笑いコンビ飛石連休らが進行するバラエティ番組。制作・著作は読売岩手広告社。編集は太田映像事務所。2008年9月に終了。
- もっと頂戴!（土曜 25:35 - 26:05）
- アニキーッ!（木曜 24:45 - 25:15）→帰ってきたアニキーッ!（毎月第4木曜 24:45 - 25:40）
  - 働くことをテーマに若者と県内で活躍する「アニキ」が討論をする番組。司会はふじポンと黒沼亮介。2007年2月 - 3月は30分番組だったが、同年4月から月1回、1時間の放送にリニューアルし、同年9月に終了。レギュラー放送終了後は、アニキに達増拓也岩手県知事を迎えたスペシャル版を放送している。
- MUSIC JAPAN
- music holic
- Break Point!
  - 最新のチャートを紹介する音楽番組。「テラモバイル」と共同制作。2007年3月まで放送していた『music holic』（旧・『MUSIC JAPAN』）をリニューアル。岩手県外でも放送されていたが、フジ系以外の放送局で放送されているところが多かった。2009年3月に終了。
- 釣りクラ（日曜 6:45 - 7:00）
  - 釣り番組。当初は金曜22:52 - 23:00だったが、時間を拡大。
- みんなのイワテケイバ（岩手競馬の重賞レースが行われる場合のみ不定期で放送）
  - 競馬中継番組。司会：坂口奈央、解説：松尾康司、実況：蘇武直人（フリー）。タイトルは『mit100万人の競馬』『スーパーイワテ競馬』『勝ちそーTV LIVE』と変遷。視聴者から1着馬予想の応募を電話で受け付けるプレゼント企画「テレフォンダービー」がある。
- 人プロムナード（毎月1回　不定期放送）
- mitスーパードキュメント（不定期放送）
- 花のザ・めんこい祭り（サービス放送中の3月31日正午より放送）[注 15]。
- めいどーる劇場TV
- ⑧キュン（土曜 9:55 - 11:15）
  - 特売情報、旅企画などで構成される生放送情報番組。
- ⑧キュンReturn（金曜 24:45 - 25:10）
- 8っぴーサタデー（土曜 9:25 - 10:25）

### ミニ番組
- ELEPHANT MEMORY（月曜 19:54 - 20:00）
  - 2000年4月17日[17]から2007年3月25日まで放送した、ローカルタレントふじポンの出世作。みちのくコカ・コーラ提供。視聴者の投稿をもとに、司会のふじポンのダジャレを織り込んだシュールなミニ番組。
- ecole et ecole（月曜 21:54 - 22:00）
  - 盛岡駅近くにある理美容･調理･介護福祉専門学校の様子や最新情報を紹介。2008年2月末で終了。
- イケ!めんTV（月曜 21:54 - 22:00）
- 行ってみる?→もっと行ってみる
  - ホンダの車を紹介するプロモーション番組（秋田テレビと共同制作）
  - 『もっと行ってみる』の前身番組。『行ってみる?』時代は青森テレビ・秋田テレビと共同制作だったが、『もっと行ってみる』になってからは秋田テレビのみとなった。『行ってみる?」は2008年12月に、『もっと行ってみる』は2010年12月23日に終了。
- 湯けむりパラダイス
- 木6:55（木曜 18:55 - 19:00）
  - 湯けむりパラダイスの後継番組。2009年3月に終了。
- Mパレット
  - 木6:55の後継番組。
- Awa!
  - 北上アメリカンワールドの最新情報を紹介する5分番組。2010年3月に終了し、現在放送中の『Good Trend! American World』に引き継がれる。
- いわて希望大作戦
  - 岩手県の県政についての情報。テレビ岩手でも同タイトル・同内容のものを放送していた。
- いわて希望のちから（日曜 17:25 - 17:30）
- 勝ちそーTV（土曜 22:54 - 23:00、日曜 17:25 - 17:30）
  - 岩手競馬のダイジェスト。エフエム岩手にも同タイトルの番組があるが、関連性は薄い。司会：坂口奈央（同局アナウンサー）、解説：松尾康司（テシオ編集長）
- 予想バトルDE勝ちそー
  - 岩手競馬の重賞レースをバラエティ番組風に展望する情報番組。司会：ふじポン、解説：松尾康司（ドクトル松尾）ほか。めんこいエンタープライズ制作。現在はテレビ岩手で放送。
- GO!GO!!GRULLA
- 三陸に仕事を!
- Mセレクション
- びゅうエクスプレス（ - 2012年12月27日）
  - JR東日本盛岡支社提供。『あなろぐ』内でもほぼ同一の内容をワンコーナーとして放送。
- いわてWeb放送局ガチャダラポンTV（ - 2012年12月21日）
  - 県内各所を進行役が巡りリポートするバラエティ仕立ての情報番組。ドリームラボ社が制作し、ネット配信も同社が行っている。
- 希望一直線
- 旅する気分（月曜 21:54 - 22:00）
  - JR東日本盛岡支社提供。出演・伊藤桃。青森放送でも放送。『はちきゅん』内でワンコーナーとして再放送。
- 告白女子（日曜 24:25 - 24:30、再放送：木曜 25:10 - 25:15）
- 乗っちゃ王国
  - JR東日本盛岡支社提供。青森放送でも放送。『はちきゅん』内でワンコーナーとして再放送[注 16]。なお、番組としては終了したが、JR東日本盛岡支社内のホームページのコーナーとしては、しばらく存続した。
- 楽しさ上乗せ!めんこいテレビ
- 八幡平探訪
- 西和賀ほっとだより
- HOPE〜はばたけ 希望郷岩手のアスリートたちよ〜
- とく得レーダー
  - とく得ウィークエンド
- 8見!（火曜 21:54 - 22:00ほか）
  - 番宣番組。

### 過去に放送された系列局などの遅れネット番組
- 銀河鉄道物語
- 走れガリバーくん→GO!GO!ガリバーくん（関西テレビ制作、2006年12月打ち切り）
- 冒険チュートリアル（関西テレビ制作）
- はやく起きた朝は…（2010年12月26日に打ち切り、番組自体は継続中）
- 百識王（2012年10月16日に打ち切り）
- GIVE&TAKE
- ロケットライブ
- バナナマンのブログ刑事→芸能人更生バラエティ バナナ塾（東海テレビ制作、不定期放送）
- 神話戦士ギガゼウス（関西テレビ制作）
- ソモサン・セッパ!（レギュラー放送第1期）
- ぶらぶらサタデー（2015年4月4日より『正直さんぽ』となり同時ネットに昇格したものの、打ち切り。番組自体は継続中）
- 日本全国ご自慢列島 ジマング
- もしもツアーズ（レギュラー放送としては2014年9月27日に打ち切り）
- 大人のKISS英語
- さんまのまんま（関西テレビ制作）
- 流れ星の突撃!ギャグチャレンジ!（BSフジ制作）
- タカトシ牧場（北海道文化放送制作）
- ザ・ブラックカンパニー
- RIDE ON TIME〜時が奏でるリアルストーリー〜
- 桃色つるべ〜お次の方どうぞ〜（関西テレビ制作、2020年3月23日で打ち切り）
- 関ジャニ∞クロニクル
- 村上マヨネーズのツッコませて頂きます!（関西テレビ制作）
- ひまわりっ～宮崎レジェンド２～（テレビ宮崎制作）
- 関ジャニ∞の あとはご自由に（途中打ち切り）[18]
- いただきハイジャンプ
- KinKi Kidsのブンブブーン
- イタズラジャーニー
- ハチミツ!!

### 他系列ネット番組

#### テレビ東京系
- ギャグコロスタジオ
- ボンバーマンジェッターズ
- ロックマンエグゼシリーズ
- コロッケ!
- とっとこハム太郎
- ドンキーコング
- ピングー
- KAIKANフレーズ
- わがまま☆フェアリー ミルモでポン!（第3シリーズの『わんだほう』まで放送後、打ち切り）
- Get Ride! アムドライバー
- ヒカルの碁
- （秘）おはスタ増刊号（途中打ち切り）
- MÄR -メルヘヴン-
- 銀魂（第1期・第99話で一旦打ち切られたが、第3期・第266話から放送再開）
- ハヤテのごとく!（第1期のみ放送）
- BLUE DRAGON（第1期のみ放送）
- きらりん☆レボリューション
- 絶対可憐チルドレン
- しゅごキャラ!（第2シリーズの『どきっ』まで放送）
- ギルガメッシュないと
- ウイニング競馬（番組自体は継続中）
  - 年1回・ジャパンカップダート開催日のみ放送。2008年より当該競走の施行競馬場[注 17]・開催日が変更になったため打ち切り。
  - 土曜開催の中山グランドジャンプ・中山大障害は障害GIであるが放送はしていない。
  - 2017年からホープフルステークスがGIに昇格しているが、こちらの放送もしていない。
- debuya→元祖!でぶや
- 牙狼-GARO-
- クロスゲーム
- ザ・逆流リサーチャーズ→逆流!シラベルトラベル
- ケロロ軍曹（第6期まで放送）
- 料理の怪人
- トランスフォーマー アニメイテッド（テレビ愛知制作）
- リルぷりっ
- 極上!!めちゃモテ委員長→極上!!めちゃモテ委員長 セカンドコレクション
- 出動!ミニスカポリス
- ペット大集合!ポチたま→だいすけ君が行く!!ポチたま新ペットの旅（途中で打ち切り）→ポチたまペットの旅→まさはる君が行く!ポチたまペットの旅（2015年4月12日打ち切り）
- 仰天クイズ!珍ルールSHOW
- おねだりマスカットSP!（43回より放送、途中で打ち切り）
- 孤独のグルメSeason1～9
- 忘却のサチコ
- ドラマBiz（『ハラスメントゲーム』はIBCで放送）
  - ラストチャンス 再生請負人
  - 行列の女神〜らーめん才遊記〜
  - 病院の治しかた〜ドクター有原の挑戦〜
- カードファイト!! ヴァンガード→カードファイト!! ヴァンガード アジアサーキット編→カードファイト!! ヴァンガード リンクジョーカー編（2013年5月5日打ち切り、G以降は2018年版含めIATで放送）
- デュエル・マスターズ ビクトリーV（シリーズ自体は継続中）
- おはコロアップ
- 特報!B級ニュースSHOW
- ポケモン☆サンデー
- ポケモンスマッシュ!
- ポケモンゲット☆TV
- ポケモンの家あつまる?
- 母ちゃんに逢いたい!
- おしゃべりオジサンと怒れる女 → おしゃべりオジサンとヤバイ女
- 知られざるガリバー〜エクセレントカンパニーファイル〜（番組自体は継続中）
- キャプテン翼（第4作）（第2作も放送、第1作はTVIで放送）
- チマタの噺（途中打ち切り）
- 未来世紀ジパング
- 焼肉プロレス（テレビ大阪制作）
- 共演NG
- アノニマス〜警視庁“指殺人”対策室〜
- 日経スペシャル カンブリア宮殿（途中打ち切り、番組自体は継続中）
- ABChanZoo
- 和田明日香とゆる宅飲み（BSテレビ東京制作）

#### その他
- ミッドナイトホラースクール（ミルキーカートゥーン制作）
- うじきつよしのワンデイ探検隊（東日本放送制作のANN東北・新潟ブロックネット番組。岩手朝日テレビ開局までネットされていた）
- らき☆すた（UHFアニメ）
  - 同局、及び県内の放送局で初のUHFアニメとなった。
- 三船美佳のずぼらぼ ズボラ生活研究所
- グルメにCHU（パワーテレビジョン制作）
- 地球の薫り
- 食べるが一番!小島よしおの旨いもん探し
- 素敵に韓国☆グルメナビ（エンタメ〜テレ）
- 世界鉄道旅行（旅チャンネル制作）
- 笑顔で発見!グルメ旅（パワーテレビジョン制作）
- ウルトラゾーン（テレビ神奈川、千葉テレビ他制作）
- 稲川大百怪 噂の百物語（東名阪ネット6制作）
- 業界用語の基礎知識 壇蜜女学園（5いっしょ3ちゃんねる・ひかりTV共同制作）
- 気ままなグルメ一人旅
- トゥルルさまぁ〜ず
- 秋山莉奈のゆめぐり旅じかん!!
- 黒子のバスケシリーズ（UHFアニメ）
- 小島よしおのペコペコグルメ（不定期放送）
- 角盈男が行く!ご当地ラーメン紀行（不定期放送）
- ラブリーグルメ!（不定期放送）
- ロバートの秋山竜次音楽事務所（不定期放送、テレビ埼玉制作）
- Wa!Journey! -Wonderful Japanese Culture-
- ニュース女子（DHCテレビジョン製作）
- 古閑美保のゴルフチャレンジアスリート
- 啄木鳥探偵處
- Go To ニッポン
- ローカリズム （スペースシャワーTV制作）
- 徳永ゆうきのぐるっと歌テツ旅（鉄道チャンネル制作）
- ワイルドスギちゃんが行く！にっぽん秘境温泉めぐり（旅チャンネル制作）
- 群青のファンファーレ
- ウマ娘 プリティーダービー（Season1・2）※UHFアニメ
- レッド吉田のまんぷくグルメ旅
- かりあげクン（ドラマ版）（BS松竹東急制作）
- 銀座黒猫物語

## 開局時に先発2局から移行した番組
★の番組はIBC岩手放送からの移行、☆はテレビ岩手からの移行。●は開局直前の1991年3月まで当該局で放送されていた。制作局名が記載されている番組以外はすべてフジテレビ制作。
- ★●タイム3 [注 18]
- ★●ライオンのごきげんよう
- ★とんねるずのみなさんのおかげです
- ★サザエさん
- ★●F1グランプリ
- ★大阪国際女子マラソン（関西テレビ）
- ★春の高校バレー
- ★●キンカン素人民謡名人戦
- ★●花王ファミリースペシャル（関西テレビ）
- ★ねるとん紅鯨団（関西テレビ）
- ★世界名作劇場[注 19]
- ★東映不思議コメディーシリーズ[注 20]
- ★新春かくし芸大会
- ☆志村けんのだいじょうぶだぁ
- ☆森田一義アワー 笑っていいとも!
- ☆ちびまる子ちゃん
- ☆ドラゴンボールZ
- ☆キテレツ大百科
- ☆東日本女子駅伝（福島テレビ）
- ☆木曜劇場[注 21]
- ☆月曜21時ドラマ枠[注 22]
- ☆火曜ワイドスペシャル
- ☆テレビ寺子屋（テレビ静岡）

他多数

## 開局時に岩手で初めてネットされたフジテレビ系列の番組
- FNN朝駆け第一報![注 23]
- THE WEEK
- ひらけ!ポンキッキ
- おはよう!ナイスデイ[注 24]
- 土曜大好き!830[注 25]
- FNN NEWSCOM
- FNNスピーク
- 日曜TOP情報
- ミュージックフェア[注 26]
- クイズ!年の差なんて
- FNS歌謡祭
- プロ野球ニュース
- なるほど!ザ・ワールド
- ゴールデン洋画劇場
- やっぱり猫が好き
- mitスーパータイム
- 夢で逢えたら
- 邦ちゃんのやまだかつてないテレビ
- 世界の常識・非常識!
- クイズ&ゲーム太郎と花子
- 新伍&紳助のあぶない話
- ウッチャンナンチャンのやるならやらねば!
- クイズ!早くイッてよ
- 竹村健一の世相を斬る
- 月曜22時ドラマ枠
- 水曜20時時代劇枠
- ものまね珍坊
- 金曜ファミリーランド
- おれは直角[注 27]
- ヒットパレード90's

他多数

## 東日本大震災（東北地方太平洋沖地震）による番組編成
地震発生時はドラマの再放送だった。速報テロップを出した後、めんこいテレビのスタジオから伝え、フジテレビ発の報道特番に移行した。報道特番中に一部時間帯で自局からの放送を挿入。14日以降も、フジテレビ発の報道特番を放送し途中に自局の放送を随時挿入した。FNNの報道特番が落ち着いたころからめんこいテレビ独自制作の報道特番も放送開始。ゴールデンタイムに長時間の報道特番を入れたり、午後のほか、深夜も終夜放送で安否情報を放送するなどした。また、16日からは独自のL字型画面を挿入。東日本大震災関連ニュースを放送するために3月14日から25日まで『めざにゅ〜』と『めざましテレビ』を、また同日から5月27日まで『FNNスーパーニュース』（2012年春改編より17時台を正式にネット）を臨時フルネットしていた。
自社制作情報番組『あなろぐ an@log』は当初より3月終了予定であったが震災により報道編成を中心に構成していたこともあり、同番組としての最終回は放送する機会がないまま後継番組の『はちきゅん』に移行している。

## 歴代社長
- 赤坂俊夫（初代）
- 吉武秀起
- 内海幸司
- 佐藤滋樹
- 藤澤利憲
- 齋藤秋水（現職）

## アナウンサー
開局以降数年間は、アナウンサーとは別に女性リポーター「mitお天気リポーター」が数名おり、天気予報のほか、番組リポーターとしても出演していた。

### 男性
- 2001年 高橋裕二
- 2004年 井上智晶
- 2011年 千田剛裕[注 28]
- 2025年 松澤凱斗

### 女性
- 2021年 西島芽、高橋礼子
- 2024年 三倉茉裕子[19]（2月入社）、中條奈菜花[注 29]
- 2025年 岩谷凛、千葉梨々花

### 過去に在籍したアナウンサー（異動・退社）

#### 男性
- 1990年 
  - 落合昭彦（ - 2010年退社→現えふえむ花巻放送局長、元テレビ東京ディレクター）
  - 野崎一裕（元テレビ静岡アナウンサー）[注 30]
- 1991年 
  - 横山義則（ - 2001年退社→地元局の東北放送記者・司会者→東北映像制作取締役事業部長）
- 1995年 
  - 古川興二（ - 2001年退社→現静岡朝日テレビ事業部）
- 2004年 
  - 玉井新平（ - 2011年退社→現高知さんさんテレビアナウンサー）
- 2009年 
  - 工藤淳之介（ - 2014年6月退社→現新潟放送アナウンサー）
- 2011年 
  - 伊藤健太（ - 2016年12月退社）
- 2015年 
  - 滝澤悠希（ - 2022年3月退→現静岡放送アナウンサー）
- 2018年 
  - 細田啓信（ - 2023年5月退社）
- 2020年 
  - 柴田光太郎（ - 2023年9月退社→現地元局の秋田放送アナウンサー）
- 2022年
  - 福永一茂（ - 2022年7月1日付でフジテレビから出向。2025年7月復帰。）[注 31][20]

#### 女性
- 1990年 
  - 小原忍（12月入社 - 2024年5月、元北海道放送アナウンサー、後に取締役→常務取締役→専務取締役→取締役副社長→常勤監査役を歴任）
- 1991年 
  - 大坪敦子
  - 伊藤里紗（ラジオたんぱ（現ラジオNIKKEI）より移籍→1997年退社→NHK盛岡放送局→現フリー）
- 1992年 
  - 石川佳子（ - 2001年）
- 1993年 
  - 熊谷麻衣子（ - 2002年退社→現フリー、サンドウィッチマンの伊達みきおの妻）
- 1996年 
  - 常世晶子（ - 1998年退社→現タレント）
- 1998年 
  - 佐藤雪江（ - 2002年退社→上路雪江、現フリー）
- 1999年 
  - 坂口奈央（ - 2012年退社→現司会者）
- 2001年 
  - 千葉絢子（ - 2015年3月退社→前岩手県議会議員）
- 2002年 
  - 物袋綾子（ - 2005年3月退社→秋田放送→退社）
- 2005年 
  - 春山恵理（NHK秋田放送局→2006年退社→NHK岐阜放送局→テレビ長崎→テレビ西日本→現フリー）
  - 川原弓奈（ - 2006年退社→現タレント）
- 2006年 
  - 大久保涼香（ - 2011年退社→現フリー）
  - 野牛あかね（ - 2014年3月退社→テレビ山梨→テレビ埼玉→現フリー）
- 2011年 
  - 増田優香子（ - 2014年3月退社→南日本放送→九州朝日放送→退社）
- 2012年 
  - 田邉有沙（元NHK山形放送局→2013年9月退社→福岡放送→サガテレビ→退社）
  - 飛田紗里（ - 2017年3月退社）
- 2013年 
  - 西條詩菜（ - 2014年9月退社→現エフエム新潟パーソナリティ）
  - 米澤かおり（ - 2019年3月退社→現フリー）
- 2015年 
  - 武田知沙（ - 2018年9月退社→テレビ愛知→フリー→現三重県四日市市職員）
- 2017年
  - 石橋美希（元NHK釧路放送局→2024年9月退社）
- 2018年
  - 住本結花（ - 2024年6月退社）
- 2019年 
  - 花田凌南（ - 2021年12月退社）
  - 三宅絹紗（ - 2023年12月退社→現フリー）
- 2020年 
  - 森尾絵美里（ - 2024年1月退社→現ミヤギテレビアナウンサー）

## アナウンサー以外で報道系以外の全国ネット番組へ出演した主な社員
- 2003年 
  - 工藤哲人（現プロデューサー）※『FNS27時間テレビ』に出演。
- 三浦佐季子 ※『FNS27時間テレビ』に出演。

## 出演タレント
- ふじポン - 同局番組でデビュー、現在に至るまで出演を続けている

過去
- 戸塚真希子（マッキー戸塚）
- 秋田実希
- 村上まゆこ（元ニッポン放送アナ）
- 瓜田華菜子
- 櫻ひろ子（元mitお天気リポーター、2011年より盛岡市議会議員）
- 蘇武直人（フリー、競馬中継実況アナ）
- アンダーエイジ（吉本興業・あなたの街に住みますプロジェクト岩手県担当）

## 青森県における受信状況・CATV受信
アナログ放送が行われていた頃は、二戸市にある二戸中継局がよく受信されていた。デジタル放送に移行した現在でも、めんこいテレビのみ他局の影響を受けにくい50chを使用しているため、広域で受信できる。
新聞紙での扱いについて述べる。八戸市の地域紙デーリー東北はもとより、青森市に本社を置き、青森県内全域で購読されている東奥日報であっても、ラテ欄には、青森県内のテレビ局と並び同局の番組表が掲載されている。全国紙（朝日新聞、毎日新聞、読売新聞）の青森県版のテレビ欄も、地元民放3局の横に同局の番組表がフルサイズで掲載されている。
報道・営業についていえば、青森におけるFNNの系列局としてフジテレビ（支局）が位置づけられているが、実際の報道取材は、同局がその一部を担当する場合がある。営業機能を有する八戸支社が設置されていることからも、青森県の南部や上北、むつ地方でめんこいテレビが広く視聴され、ビジネスとしても成立していることを示している。そのため、「岩手県及び青森県南部（三八上北）地方」が事実上のサービスエリアとなっている。

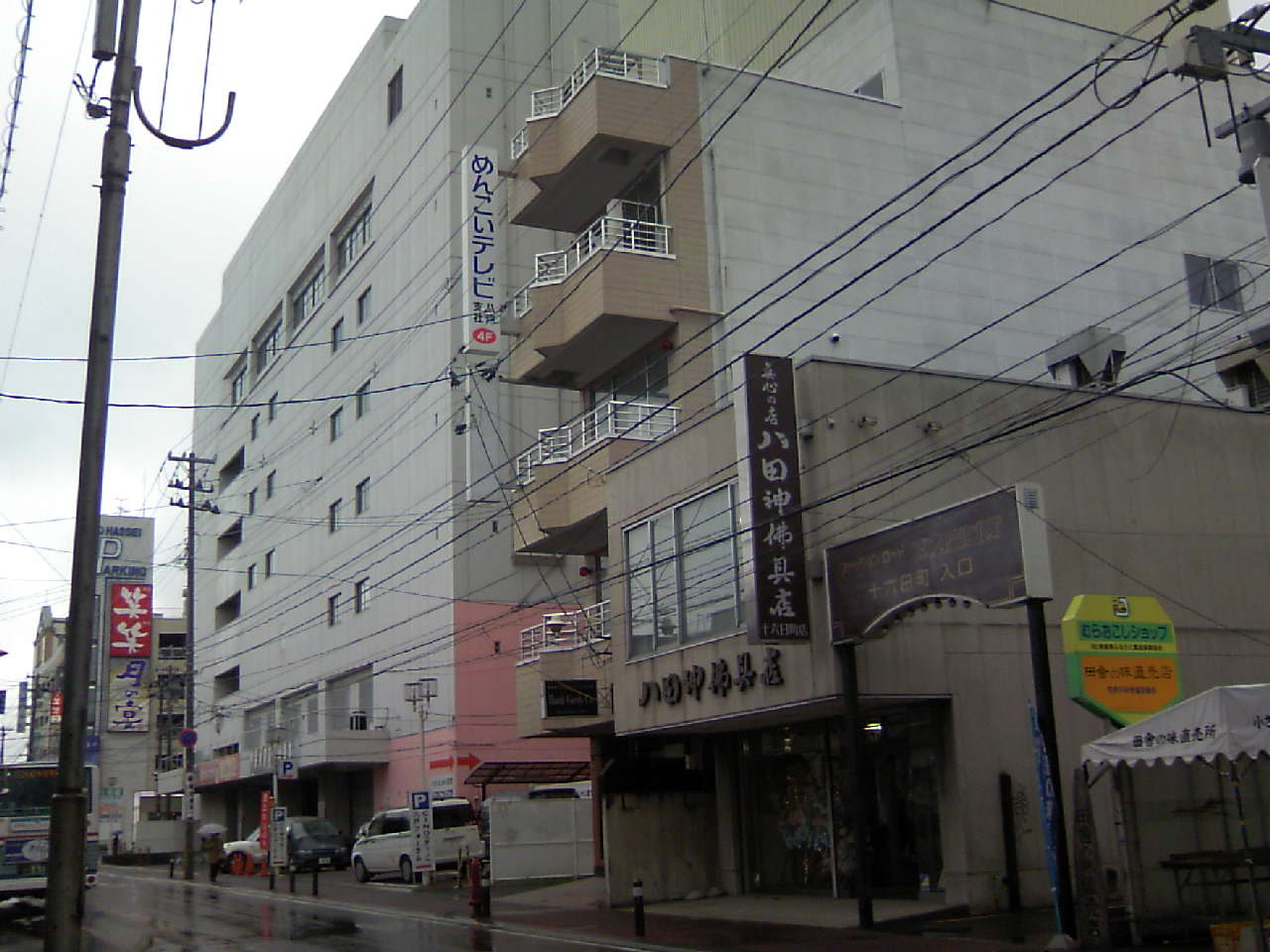
かつて岩手めんこいテレビ・八戸支社が入居していたタケダスポーツ十六日町ビル（2007年5月撮影）

めんこいテレビの緊急地震速報は、岩手県内の他、三八上北地方に警報が出された場合にも表示される。

### 区域外再放送
青森県東部のケーブルテレビで区域外再放送をしている。
- 八戸テレビ放送
- 田子町ケーブルテレビジョン
- 三沢市ケーブルテレビ
- 五戸町ケーブルテレビ

## 関連会社
- めんこいエンタープライズ - 番組制作、イベント業務、週刊テシオ情報局（岩手競馬サポーターズネット事務局）運営
- めんこいメディアブレーン - 2005年設立。報道・制作部門の分社化を目的に作られた子会社
- 株式会社マ・シェリ - 同名のフリーペーパー発行。盛岡市、花巻市、北上市で発行（過去には八戸市版を刊行していた）。リビング新聞グループと提携している（加盟はしていない）。

## 関連事業
JAMIT
JAとの合弁によるハウジング事業。JA盛岡市（現：JAいわて中央）との「JAMITもりおか」、JAいわて南との「JAMITいちのせき」があったが、盛岡は契約満了により2004年（平成16年）終了。
住宅展示場
IBC岩手放送と岩手めんこいテレビの2社で住宅展示場を展開しており、両局でこの展示場の内容を紹介する番組やCMが放送されている
- 杜の住宅公園「みらいえ」（盛岡市）

## 所属スポーツ選手
- 及川栞（ホッケー女子日本代表、東京ヴェルディ女子ホッケーチーム所属）

岩手町出身。2019年より正社員として所属している。
- 小原大樹（社会人野球・水沢駒形野球倶楽部の投手で元プロ野球選手）

花巻東高等学校（花巻市にある私立高校）の硬式野球部・慶応大学野球部・日本製紙石巻硬式野球部・徳島インディゴソックス（四国アイランドリーグplus）でのプレーや、メジャーリーグ（MLB）3球団のトライアウト参加（2020年）などを経て、2021年5月に報道制作局報道部の記者として中途採用。花巻東高校で大谷翔平の同期生（控え投手）だったことから、大谷がロサンゼルス・エンゼルス（当時）から選出された2021年のMLBオールスターゲーム（同年7月）には、入社3ヶ月目にもかかわらず『S-PARK』（フジテレビ制作の週末最終版スポーツニュース）向けに会場（クアーズ・フィールド）での取材を担当した。また、同番組や『ジャンクSPORTS』で大谷関連の特集が組まれた際に、「フジテレビの系列局（岩手めんこいテレビ）に勤務する大谷の同級生」として何度も出演。

## キャラクターなど
開局当初より局キャラクターとしてピンク色の馬、ミット君を採用。ミット君は岩手県水沢市（現奥州市水沢区・開局当時の本社所在地）生まれ。着ぐるみやCGバージョンもある。イラスト版については、2014年（平成26年）に丸みを帯びたデザインにリニューアルされている。
局のイメージソング「Believe Tomorrow」（天野滋）も作られ、開局からしばらく使用された。インストゥルメンタルは開局以降数年間天気予報のBGMとして使用していたほか、現在も放送開始・放送終了時のBGMに使われている。

## イベント
- 年に1回、「めんこいまつり」を8月前後に開催している。盛岡市総合アリーナ、岩山パークランドなど盛岡市内を会場としていたが、2018年（平成30年）以降は県内を巡回する方針に切り替えた。

## ラッピング車両
- JR東日本・盛岡車両センター所属の701系電車に、当局の社名ロゴとミットくんがラッピングされた車両がある（運用区間はJR東北本線一ノ関 - 盛岡間・IGRいわて銀河鉄道線盛岡 - いわて沼宮内間）。

### 注
1. ↑  「ミット」と読ませるために綴りを入れ替えている。ロゴは小文字を使用。
2. ↑  在盛民放局で唯一北上市に支社支局が無かった。
3. ↑  それまでは先行民放2社がフジテレビの番組を放送していたが、数日から数週間遅れて放送されるケースが多く、リアルタイムで視聴できる番組はわずかしかなかった。
4. ↑  テレビ局名は「地域名」＋「テレビ」または「放送」といったシンプルな社名が好まれる中、以後も同系列局には「さくらんぼテレビジョン」（山形）、「高知さんさんテレビ」といったユニークな社名のテレビ局が誕生している。
5. ↑  水沢スタジオには副調整室（サブ）の機材はなく、使用する場合は中継車が必要（中継車をサブにする）だった。
6. ↑  中川一徳著・「メディアの支配者」に詳しく書かれている。
7. ↑  mit開局当初から、現在のIATにあたる4番目の民放テレビ局が開局することが決定していたため。IAT開局前の5年間における設備はmit単独で使用していた。
8. ↑  マルチ編成は3チャンネルまで確保可能であるが、同局は現在2チャンネルしか使用していない。また現在、マルチ編成は実施していない。
9. ↑  旧水沢市の旧本社と盛岡市の旧業務センターの名称を交換したもの。制作機能はなく、以下の事業所と同様に、営業編成・報道制作両局の配下となっている。
10. ↑  2018年（平成30年）3月31日まではそれぞれの番組終了時間が月曜から木曜と土曜20時台の番組は20:54、金曜の『金曜プレミアム』は21:49、日曜の『ニチファミ!』は21:54、ネットセールス枠で次の番組をスポット枠を挟む形だった為、他のフジ系列もフルネットで放送されていた。
11. ↑  20時台が月曜から木曜と土曜が20:54 - 21:00、金曜の『金曜プレミアム』が21:49 - 21:55、日曜の『ニチファミ!』は番組開始から終了時間は変わらないが21:48 - 21:54の枠がそれぞれローカルセールス枠に転換された。
12. ↑  土、日曜のローカルニュースは2024年8月末をもって終了し、天気予報のみの放送に変更した。
13. ↑  自社制作ではなく外部プロダクションが制作しているが、年によってはめんこいテレビアナウンサーが司会を務めている。
14. ↑  番組名の「本宮字松幅」は、住居表示整理前の本社所在地「盛岡市大字本宮字松幅89番地」に由来する。
15. ↑  司会はフジテレビの須田哲夫アナ、タレントの榊原郁恵、ヘリ中継はフジテレビ木幡美子アナだった。
16. ↑  青森放送も日曜日夜に再放送を行っている。
17. ↑  2008年から2013年までは阪神競馬場で施行。2014年からチャンピオンズカップになり中京競馬場で施行。
18. ↑  前番組である『3時のあなた』時代からIBCでは同時ネットで放送され、IBCの系列であるTBSテレビでの同枠で放送されていた『3時にあいましょう』は放送されていなかった。mit開局で移行されたのに伴い、IBCは本来のネット番組である『3時にあいましょう』の同時ネットに切り替えた。
19. ↑  mit開局時は『トラップ一家物語』の途中から。1クール目はサービス放送期間に一挙に放送。
20. ↑  mit開局時は『不思議少女ナイルなトトメス』の途中から。
21. ↑  mit開局時は『もう誰も愛さない』から。
22. ↑  mit開局時は『学校へ行こう!』から。当時社会現象となっていたその前作になる『東京ラブストーリー』はサービス放送期間に最終3話を同時ネットして、正式に開局直後に平日夕方に全話放送された。
23. ↑  mitにおいて、開局1発目に放送された番組。
24. ↑  岩手における本番組の放送枠のネットは、1980年3月の岩手放送（TBS系列）での『小川宏ショー』途中打ち切り以来11年ぶり。
25. ↑  岩手における本番組の放送枠のネットは、1980年3月の岩手放送（TBS系列）での『ハイ!土曜日です』途中打ち切り以来11年ぶり。
26. ↑  塩野義製薬の一社提供番組である。金ケ崎町に塩野義製薬の工場があり、その縁で放送されている。
27. ↑  1クール目はサービス放送期間に一挙放送。
28. ↑  元秋田テレビ。2013年から2016年7月まで「遠野テレビ」に出向。
29. ↑  元NHK盛岡放送局キャスター
30. ↑  2024年10月より「サタデーファンキーズ」ナレーターを務めている。
31. ↑  1998年にアナウンサーとしてニッポン放送へ入社。フジサンケイグループの再編を機に、2006年4月からアナウンス職のままフジテレビへ自動的に転籍したが、2017年7月から営業局へ異動していた。本人の希望などから、出向を機にアナウンサーとしての活動を5年振りに再開。
32. ↑  ただし、mitのリモコンキーID「8」の掲載は無い（地元在青局は掲載）。
33. ↑  2010年5月15日には、IBCではじゃじゃじゃTV、めんこいテレビではあなろぐ an@logで一部のパーソナリティを交換して放送を行い、午後から放送された特別番組「じゃじゃろぐ@緑が丘ヒルズ」では2局同時生放送を行った。